# Real County
Real County är ett administrativt område i delstaten Texas, USA. År 2010 hade county 3 309 invånare. Den administrativa huvudorten (county seat) är Leakey. 

## Geografi
Enligt United States Census Bureau så har countyt en total area på 1 813 km². 1 813 km² av den arean är land och 0 km² är vatten.  

### Angränsande countyn
- Edwards County - norr och väster
- Kerr County - nordost
- Bandera County - öster
- Uvalde County - söder